# Tecargoni
Tecargoni, jedno od slabo poznatih starih plemena Varohio Indijanaca, koje spominje Manuel orozco y Berra u svojoj Geog. (58, 1964). Pretpostavlja se da su živjeli u dolini rijeke Chinipas na zapadu meksičke države Chihuahua.